# Vermes
Vermes ('cucs') és un tàxon obsolet usat per Carl von Linné per a tots els animals invertebrats no artròpodes. En el sistem linneà aquest grup tenia el rang de classe, ocupant el sisè (i darrer) lloc dins la seva classificació dels animals. Aquesta classe estava dividida en els següents ordres:
- Intestina
- Mollusca
- Testacea
- Lithophyta
- Zoophyta

De les classes de Vermes proposades per Linnaeus, només Mollusca (els mol·luscs) s'ha mantingut com un fílum, i la seva composició ha canviat gairebé completament. Un gran nombre dels organismes classificats com a Vermes per Linnaeus eren molt poc coneguts i un gran nombre d'ells fins i tot no es consideraven que fossin animals.